# Andrew Goudelock
Andrew D. Goudelock (Stone Mountain, Georgia; 7 de diciembre de 1988) es un jugador de baloncesto estadounidense que pertenece a la plantilla del Kolossos Rodou de la Greek Basket League. Con 1,91 metros de estatura, juega en la posición de escolta.

## Trayectoria deportiva

### Universidad
Jugó durante cuatro temporadas con los Cougars del College of Charleston, en las que promedió 18,4 puntos, 3,3 rebotes y 3,0 asistencias por partido. Ya en su primera temporada fue incluido en el segundo mejor quinteto de la Southern Conference y en el primero de novatos, tras acabar octavo mejor anotador (primer novato) al promediar 13,2 puntos por partido.
Ya en las tres temporadas siguiente fue incluido en el mejor quinteto de la conferencia, siendo elegido Jugador del Año en 2011. Tras conseguir 2.571 puntos, acabó con el récord histórico de anotación de su universidad, y tercero de la So-Con. Es el jugador número 62 de la NCAA en lograr más de 2.500 puntos. Anotó 10 o más puntos en 126 de los 140 partidos que disputó, incluidos 46 por encima de 20 puntos, 8 por encima de 30 y 4 doble-dobles.

### Profesional
Fue elegido en la cuadragésimo sexta posición del Draft de la NBA de 2011 por Los Angeles Lakers. El 17 de diciembre, antes del comienzo de la competición, fue asignado al equipo de la NBA D-League filial, Los Angeles D-Fenders, pero solo jugó un partido, en el que anotó 24 puntos, siendo repescado por los Lakers al día siguiente.
Debutó en la NBA el día de Navidad ante Chicago Bulls, consiguiendo 6 puntos y 2 rebotes. En octubre de 2012, justo antes del inicio de la competición, fue cortado por Los Angeles Lakers, aunque en abril de 2013 decidieron reincorporarlo a la plantilla para sustituir al lesionado Kobe Bryant.
En noviembre de 2014 se convirtió en el primer jugador en la historia en anotar 10 triples en un partido de la Euroliga, jugando con el Fenerbahçe Ülkerspor.
Durante la temporada 2019-20, juega en Reyer Venezia Mestre, donde aportó unas medias de 6.3 puntos en la EuroCup. 
En agosto de 2020, firma con el BC Rytas de la Lietuvos Krepšinio Lyga.
Tras una temporada en Lituania, ficha por una temporada con el  RETAbet Bilbao Basket.
El 4 de agosto de 2023, firma un contrato temporal por el Morabanc Andorra de la Liga ACB. El 22 de octubre de 2023, finaliza su contrato con el conjunto andorrano.
Cinco días después, el 27 de octubre de 2023, firma con el Kolossos Rodou de la Greek Basket League. El 27 de abril de 2024, renueva su contrato por una temporada.

## Estadísticas de su carrera en la NBA

### Temporada regular
| Año     | Equipo      | PJ | PT | MPP  | %TC  | %3P  | %TL  | RPP | APP | ROB | TPP | PPP |
| ------- | ----------- | -- | -- | ---- | ---- | ---- | ---- | --- | --- | --- | --- | --- |
| 2011-12 | L.A. Lakers | 40 | 0  | 10.5 | .391 | .373 | .917 | .8  | .5  | .1  | .0  | 4.4 |
| 2012-13 | L.A. Lakers | 1  | 0  | 6.0  | .000 | -    | -    | 1.0 | .0  | .0  | .0  | 0.0 |
| 2015-16 | Houston     | 8  | 0  | 6.3  | .450 | .111 | .750 | .3  | .5  | .8  | .3  | 2.8 |
| Total   | Total       | 49 | 0  | 9.7  | .393 | .345 | .875 | .7  | .5  | .2  | .0  | 4.0 |

### Playoffs
| Año   | Equipo      | PJ | PT | MPP  | %TC  | %3P   | %TL   | RPP | APP | ROB | TPP | PPP  |
| ----- | ----------- | -- | -- | ---- | ---- | ----- | ----- | --- | --- | --- | --- | ---- |
| 2012  | L.A. Lakers | 4  | 0  | 2.5  | .667 | 1.000 | —     | .3  | .0  | .0  | .0  | 1.3  |
| 2013  | L.A. Lakers | 3  | 2  | 26.7 | .444 | .200  | 1.000 | 1.7 | 1.0 | 1.7 | .0  | 12.0 |
| 2016  | Houston     | 2  | 0  | 5.5  | .500 | .000  | —     | 1.0 | .0  | .0  | .0  | 3.0  |
| Total | Total       | 9  | 2  | 11.2 | .467 | .250  | 1.000 | .9  | .3  | .6  | .0  | 5.2  |